# Diplomatska akademija Beč
Diplomatska akademija Beč (njem. Diplomatische Akademie Wien, engl. Vienna School of International Studies) ustanova je za poslijediplomske studije, koja apsolvente raznih sveučilišta priprema na međunarodnu karijeru u javnoj službi i gospodarstvu te vodećim mjestima u međunarodnim organizacijama i Europskoj uniji. Izobrazba obuhvaća sljedeća područja: međunarodni odnosi, političke znanosti, međunarodno pravo, pravo Europske unije, ekonomija, povijest i jezici. 
Dodatna ponuda Diplomatske akademije uključuje:
- Ljetni tečaj (Sommerkurs) za njemački jezik i austrijske studije
- Programi daljnjeg obrazovanja
- Konferencije i predavanja s poznatim ličnostima iz političkog, gospodarskog i kulturnog života
- Znanstveni rad

## Povijest
Počeci Diplomatske akademije Beč leže u Orijentalnoj akademiji koju je 1754. godine osnovala carica Marija Tereza. Tako se Diplomatska akademija Beč smatra najstarijom diplomatskom školom na svijetu.
Krajem 19. stoljeća tadašnja je Orijentalna akademija promijenila organizaciju i pretvorila se u Konzularnu akademiju. Za vrijeme nacional-socijalističkog režima njena su vrata bila zatvorena. Diplomatsku akademiju Beč u današnjem je obliku ponovno otvorio tadašnji austrijski Ministar vanjskih poslova, dr. Bruno Kreisky, u rujnu 1964. godine. Godine 1996., Diplomatska je akademija postala autonomna ustanova pod austrijskim pravom, čime više nije bila ovisna o Ministarstvu vanjskih poslova. 

## Studij na Diplomatskoj akademiji Beč

### Diplomski program (Diplomlehrgang)
Takozvani Diplomski program (njem. Diplomlehrgang) "klasični" je program Diplomatske akademije Beč, koji postoji od 1964. godine kad je akademija nanovo otvorena iza Drugog svjetskog rata.
Diplomski je program jednogodišnji poslije-diplomski program na engleskom, njemačkom i francuskom jeziku, čiji je cilj pružiti studentima ekstenzivno znanje na području međunarodnih odnosa. Na principu interdisciplinarnog razmišljanja povezujući ekonomiju, pravo i politiku, studenti razvijaju stručne i analitičke kompetencije koje im omogućavaju ocjenjivanje kompleksnih tematika i razvoj inovatnivnih rješenja. Osim toga, program nudi tečajeve za razvoj praktičnih sposobnosti kao retorike, tehnika prezentacije i pregovaranja, timskog menadžmenta itd. Ovaj program pridodaje vrlo veliku pozornost intenzivnom treningu engleskog, njemačkog i francuskog jezika.

### Master of Advanced International Studies (MAIS)
Od akademske godine 1997/98 Diplomatska akademija u svojoj ponudi ima Master program MAIS, organiziran u kooperaciji s Bečkim sveučilištem (Universität Wien). Akademski fokus ovog interdisciplinarnog studija leži u učenju analitičkih sposobnosti koje su potrebne za ocjenjivanje aktualnih europskih i globalnih događaja. Kako bi se taj pedagoški cilj ostvario, prva godina studija pruža predavanja s područja međunarodnih odnosa, ekonomije, povijesti te međunarodnog prava i prava Europske unije. Na drugoj godini težište leži na analizi specijalnih pitanja. Na osnovu stečenih znanja studenti se u specijaliziranim kursevima i seminarima te pisanjem tzv. "master thesis" bave konkretnim problemima međunarodnih odnosa, i to s gledišta najmanje dva studijska područja.

### Master of Science in Environmental Technology & International Affairs (ETIA)
Od akademske godine 2007/08 Diplomatska akademija u kooperaciji s Tehničkim sveučilištem Beč (Technische Universität Wien) nudi Master program ETIA.
U prvom desetljeću 21. stoljeća, ekološke su se teme preselile s periferije u centar politike. Zbog tih su okolnosti Diplomatska akademija i Tehničko sveučilište Beč odlučili osnovati post-diplomski studij koji će novoj generaciji "ekoloških menadžera" ponuditi znanja koja su potrebna za razvoj i implementaciju raznih mjera na međunarodnoj razini.
ETIA Master program traje 2 godine: prva se godina odvija na DA,a druga na Tehničkom sveučilištu (TU).
Na Diplomatskoj akadmiji studenti polažu predavanja s područja međunarodnog prava, međunarodnih odnosa, ekonomije i povijesti uz posebno težište ekološkom pravu, ekološkoj politici i ekološkoj ekonomiji.
Tehnički dio izobrazbe uključuje, između ostalog, sljedeća stručna područja: upravljanje vodama, zrakom i resursima, tehnologija zaštite okoliša, održiv razvoj, klimatske promjene.

## Dodatna ponuda Diplomatske akademije Beč

### Ljetni tečaj njemačkog jezika (Sommerkurs)
Ljetni tečaj njemačkog jezika i austrijskih studija osnovan je 1997. godine i otvoren je za studente iz svih zemalja. U malim grupama i šest različitih razina znanja učesnici treniraju sve aspekte njemačkog jezika. Teme kojima se učesnici bave tokom tečaja uvijek su aktualne i autentične. Prioritet imaju povijesni, politički, ekonomski i kulturni sadržaji, pri čemu studij Austrijske kulture, povijesti i zemljopisa ima posebno stajalište.

### Posebni kursevi
Svake godine Diplomatska akademija organizira brojne seminare i programe daljnjeg obrazovanja na području međunarodnih odnosa, diplomacije, protokola, Europske unije itd.

### Događanja i publikacije
Pored studijskih programa, Diplomatska akademija Beč organizira mnoga javna predavanja. Poznate ličnosti iz svijeta politike, diplomacije, ekonomije i kulture referiraju i diskutiraju o aktualnim događanjima. Osim toga, Diplomatska akademija otprilike dva puta godišnje organizira velike konferencije koje su uvijek posvećene nekoj velikoj aktualnoj temi. Primjeri takvih konferencija su: "Islam u Europi" (2007) ili "Praško proljeće: kraj jedne iluzije" (2008). Predavanja s tih konferencija objavljuju se u publikaciji Diplomatske akademije "Favorita Papers".

## Život na Diplomatskoj akademiji Beč
Diplomatska se akademija nalazi u bivšoj carskoj palači u centru Beča. Budući da je DA u isto vrijeme i kampus, mnogi studenti istovremeno studiraju i žive u njoj. Pored predavaonica na akademiji se tako nalaze i studentske sobe, prostorija s računalima, biblioteka Ministarstva vanjskih poslova, studentski bar i vrlo lijepi vrt. Fitness studio i bazen susjednog Theresianuma (privatna srednja škola) dostupni su i za studente akademije.
Posebnu ulogu u životima studenata akademije igra tzv. DASI (DA Student Initiative). Ta studentska organizacija studentima pruža priliku organiziranja raznih projekata (konferencije, dobrotvorni bal...). DA-Club (apsolventski klub Diplomatske akademije) omogućava studentima uspostavu kontakata s apsolventima. 

## Poznate ličnosti

### Direktori
- Pater Joseph Franz (1754-1769)
- Pater Johann von Gott Nekrep (1770-1785)
- Pater Franz Höck (1785-1832)
- Joseph Othmar von Rauscher (1832-1849)
- Max Selinger (1849-1852)
- Philippe von Körber (1852-1861)
- Ottokar Maria Freiherr von Schlechta von Wschehrd (1861-1871)
- Heinrich Barb (1871-1883)
- Konstantin Freiherr von Trauttenberg (1883)
- Paul Freiherr Gautsch von Frankenthurn (1883-1885)
- Michael Freiherr Pidoll von Quintenbach (1886-1904)
- Anton Winter (1904-1933)
- Friedrich Hlavac (1933-1941)
- Ernst Florian Winter (1964-1967)
- Robert Friedinger-Pranter (1967)
- Johannes Coreth (1967-1968)
- Arthur Breycha-Vauthier (1968-1975)
- Emmanuel Treu (1975-1976)
- Arthur Breycha-Vauthier (1976-1977)
- Johannes Coreth (1977-1978)
- Heinrich Pfusterschmid-Hardtenstein (1978-1986)
- Alfred Missong (1986-1993)
- Paul Leifer (1994-1999)
- Ernst Sucharipa (1999-2005)
- Jiří Gruša (seit 2005).

### Apsolventi
- Celso Amorim (bivši brazilski Ministar vanjskih poslova)
- Cela Fatimir (generalna direktorica u albanskom Ministarstvu vanjskih poslova)
- Agenor Gawrzyal (predsjednik Warta osiguranja Varšava)
- Kolinda Grabar-Kitarović (bivša hrvatska Ministrica vanjskih poslova i europske integracije)
- Friedrich Hamburger (direktor u Europskoj komisiji)
- Shigeo Katsu (vice predsjednik Svjetske banke za Europu i Centralnu Aziju)
- Shpresa Kureta (bivša veleposlanica Albanije u Austriji)
- Igor Lukšić (Ministar financija Crne Gore)
- Gerlinde Manz-Christ (odgovorna za PR u lihtenštajnskoj vladi)
- Gabriele Matzner (austrijska veleposlanica u Londonu)
- Leopold Maurer (generalni direktor u Europskom vijeću)
- Heinz Schaden (gradonačelnik Salzburga)
- Anita Pipan (generalna direktorica u slovenskom Ministarstvu vanjskih poslova)
- Hans Dietmar Schweisgut (Austrijsko predstavništvo u Bruxellesu), Ranko Vujačić (direktor u UNIDO-u)
- Kurt Waldheim (bivši glavni tajnik UN-a i bivši predsjednik Republike Austrije)
- Hans Winkler (državni tajnik u Ministarstvu za europske i vanjske poslove Republike Austrije).

### Predavaci
Michel Cullin, Robert Evans, A.J. R. Groom, Hubert Isak, Wilhelm Kohler, Ludger Kühnhardt, Gerhard Mangott, Denis Mueller, Hanspeter Neuhold, Manfred Nowak, Charles Pearson, Anton Pelinka, Michael Plummer, Arthur Rachwald, Adam Roberts, Erich Streißler, Arnold Suppan, Wolfgang Wessels, Georg Winckler i mnogi drugi.

## Publikacije
- Rathkolb, Oliver (izd.): 250 Jahre. Von der Orientalischen zur Diplomatischen Akademie in Wien, Innsbruck, 2004
- Sully, Melanie (izd.): The Odessa Connection. Favorita Papers Special Edition. Wien, 2008
- Heidrich-Blaha, Ley, Lohlker (Hg.): Islam in Europa. Favorita Papers 01/2007. Wien, 2007
- Row, Thomas (izd.): Does Central Euorpe Still Exist? History, Economy, Identity. Favorita Papers 03/2006. Wien, 2007
- Luc Hermann (izd.): Migration and the European Union. Favorita Papers 03/2008, Wien, 2009
- Kneissl, Hecht, Bosse (izd.): The Energy Gamble: Securing the Future Mix of Energy. Favorita Papers 02/2006. Wien, 2006
- Gruša, Lederhaas (izd.): Mit vereinten Kräften? Der Machtanspruch der Literatur. Favorita Papers 01/2006. Wien, 2007

## Vanjske poveznice
- http://www.da-vienna.ac.at
- video portret Diplomatske akademije Beč
- http://www.etia.at
- Ljetni tečaj njemačkog jezika